# Вишенцати (Сондрио)
Вишенцати је насеље у Италији у округу Сондрио, региону Ломбардија.
Према процени из 2011. у насељу је живело 11 становника. Насеље се налази на надморској висини од 849 м.